# Liste der Biografien/Mem
Liste der Biografien |
Portal Biografien |
Personensuche
# |
A |
B |
C |
D |
E |
F |
G |
H |
I |
J |
K |
L |
M |
N |
O |
P |
Q |
R |
S |
T |
U |
V |
W |
X |
Y |
Z |
?
 
Ma |
Mb |
Mc |
Md |
Me |
Mf |
Mg |
Mh |
Mi |
Mj |
Mk |
Ml |
Mm |
Mn |
Mo |
Mp |
Mq |
Mr |
Ms |
Mt |
Mu |
Mv |
Mw |
Mx |
My |
Mz
 
Mea–Mee |
Mef |
Meg |
Meh |
Mei |
Mej |
Mek |
Mel |
Mem |
Men |
Meo |
Mep |
Mer |
Mes |
Met |
Meu |
Mev |
Mew |
Mex |
Mey |
Mez
Die Liste der Biografien führt alle Personen auf, die in der deutschsprachigen Wikipedia einen Artikel haben. Dieses ist eine Teilliste mit 87 Einträgen von Personen, deren Namen mit den Buchstaben „Mem“ beginnt.

## Mem
- Mem, Dika (* 1997), französischer HandballspielerDika Mem (* 1997)

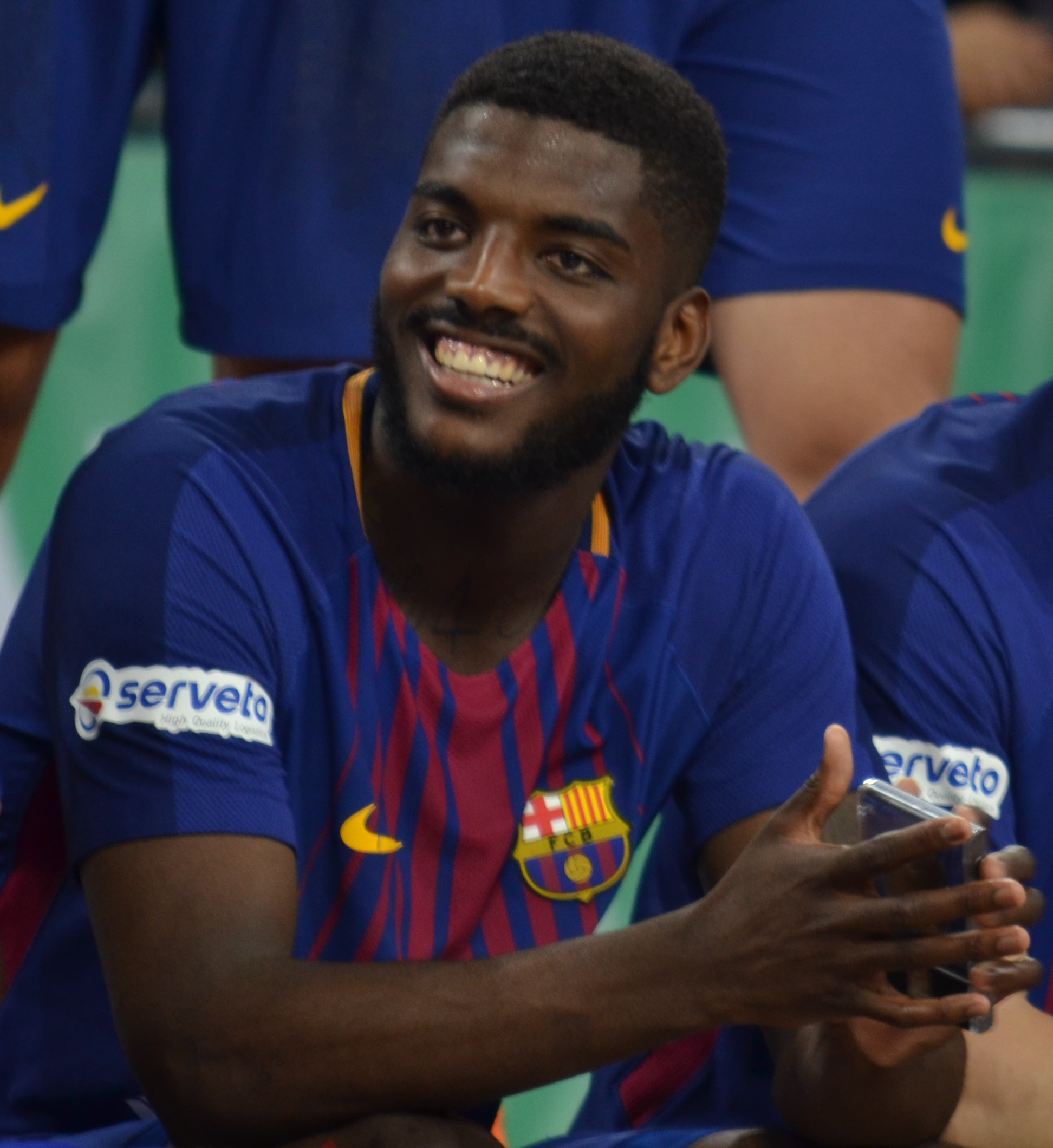
Dika Mem (* 1997)

### Mema
- Mema, Marin (* 1981), albanischer Fußballspieler und Journalist
- Memar, Omid (* 1999), österreichischer Schauspieler
- Memarzia, Nasser, britischer Schauspieler

### Memb
- Membe, Bernard (1953–2023), tansanischer Politiker
- Memberger, Kaspar, Maler des Manierismus
- Membou, Armand (* 2004), US-amerikanischer American-Football-Spieler
- Membrè, Michele (1509–1594), venezianischer Übersetzer
- Membrée, Edmond (1820–1882), französischer Komponist
- Membreño Vásquez, Alberto (1859–1921), honduranischer Präsident 1915
- Membrez, Amédée (1873–1954), Schweizer Historiker und Archivar
- Membrez, Vincent (* 1979), Schweizer Jazz- und Improvisationsmusiker (Piano, Synthesizer, Komposition)
- Membrives, Mariola (* 1978), spanische Sängerin und Schauspielerin

### Meme
- Memel, Dieter (* 1951), deutscher Schauspieler und Synchronsprecher
- Memel, Jana Sue (* 1955), US-amerikanische Filmproduzentin
- Memelauer, Michael (1874–1961), österreichischer Geistlicher, Bischof von St. Pölten
- Memering, Caspar (* 1953), deutscher Fußballspieler
- Memerty, Albert von (1814–1896), preußischer Generalleutnant
- Memet, Madina (* 1987), chinesische Schauspielerin und Model
- Memet, Yogie Suardi (1929–2007), indonesischer Politiker und Generalleutnant
- Memet-Ali, Memet-Raim (* 2000), chinesischer Fußballspieler
- Memeti, Erëleta (* 1999), kosovarische FußballspielerinErëleta Memeti (* 1999)

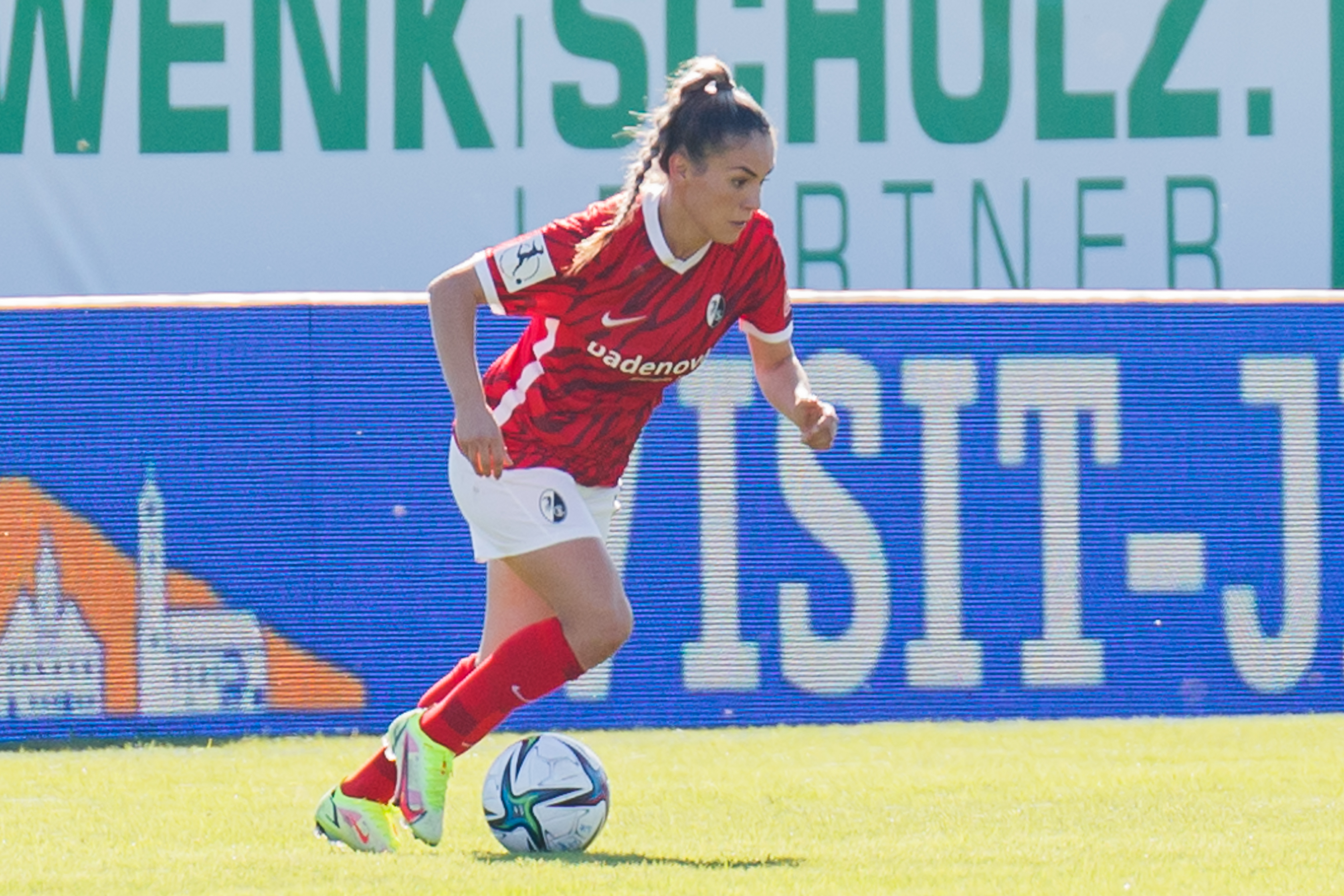
Erëleta Memeti (* 1999)

- Memeti, Mustafa (* 1962), Schweizer Imam

### Memh
- Memhardt, Johann Gregor (1607–1678), Militär, Baumeister und Politiker

### Memi
- Memi, altägyptischer Bauleiter
- Memić, Dalio (* 1990), bosnischer Fußballspieler
- Memiç, Haris (* 1995), niederländischer Fußballspieler
- Memić, Muhamed (* 1960), jugoslawisch-bosnischer Handballspieler
- Memiş, Barış (* 1990), türkischer Fußballspieler
- Memiş, Furkan Ulaş (* 1991), türkischer Boxer
- Memiş, Kadir (* 1974), türkischer Tänzer und Choreograf
- Memišević, Damir (* 1984), bosnischer Fußballspieler
- Memišević, Refik (1956–2004), jugoslawischer Ringer
- Memişler, Engin (* 1987), türkischer Fußballspieler
- Memişoğlu, Hasan (* 1949), türkischer Generalleutnant und Wirtschaftsmanager
- Memişoğlu, Kemal (* 1966), türkischer Mediziner und Politiker
- Memişoğlu, Yıldırım (* 1964), türkischer Schauspieler
- Memişoğullarından, Yaşar (* 1990), türkischer Fußballspieler

### Memk
- Memken, Lukas (1864–1934), deutscher Bildhauer

### Meml
- Memling, Hans († 1494), deutscher Maler der niederländischen SchuleHans Memling († 1494)

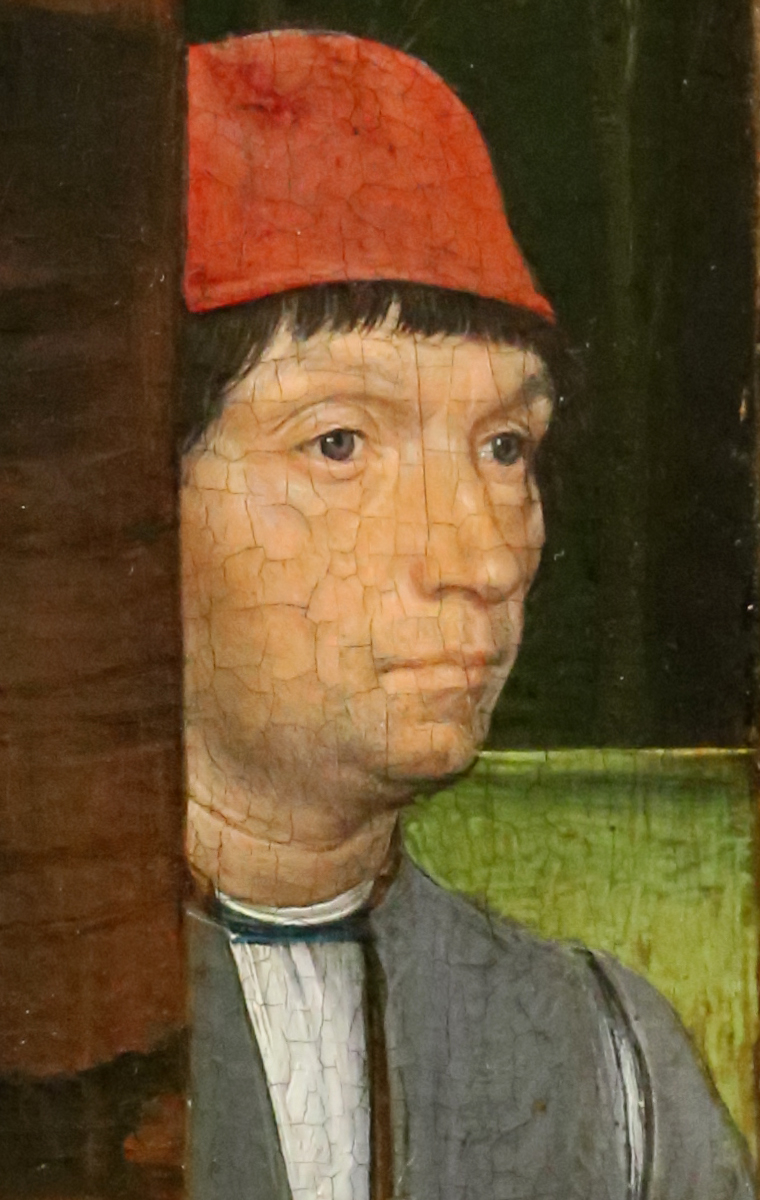
Hans Memling († 1494)

### Memm
- Memmel, Chellsie (* 1988), US-amerikanische Turnerin
- Memmel, Edith (* 1951), deutsche Politikerin (Bündnis 90/Die Grünen), MdL
- Memmel, Hermann (1939–2019), deutscher Politiker (SPD), MdL
- Memmel, Linus (1914–2004), deutscher Jurist und Politiker (CSU), MdB, MdEP
- Memmel, Theo (1891–1973), Oberbürgermeister von Würzburg während der Zeit des Nationalsozialismus (1933–1945)
- Memmen, Emil (1905–1998), deutscher Kapitän und Regierungsdirektor
- Memmenegger, Oskar Felix (1793–1841), Schweizer Pyrotechniker
- Memmer, Michael (* 1961), österreichischer Rechtswissenschaftler
- Memmert, Daniel (* 1971), deutscher Sportwissenschaftler und Hochschullehrer
- Memmesheimer, Alois (1894–1973), deutscher Dermatologe
- Memmi, Albert (1920–2020), französischer Schriftsteller, Essayist und Soziologe tunesischer Herkunft
- Memmi, Lippo, italienischer Maler
- Memmie LeBlanc, Marie-Angélique (1712–1775), französisches Wolfskind ungeklärter HerkunftMarie-Angélique Memmie LeBlanc (1712–1775)

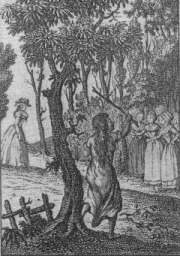
Marie-Angélique Memmie LeBlanc (1712–1775)

- Memminger, Anton (1846–1923), deutscher Schriftsteller
- Memminger, Christopher Gustavus (1803–1888), US-amerikanischer Politiker
- Memminger, Georg (* 1950), deutscher Autorennfahrer
- Memminger, Gustav (1913–1991), deutscher Unternehmer und HJ-Funktionär
- Memminger, Hans (1936–2009), deutscher Autor, Filmemacher und Expeditionskanute
- Memminger, Johann Daniel Georg von (1773–1840), deutscher Geograph
- Memmius Afer, Senecio, römischer Suffektkonsul (99)
- Memmius Fidus Iulius Albius, Gaius, römischer Konsul
- Memmius Regulus, Gaius, römischer Konsul 63
- Memmius Regulus, Publius († 61), römischer Suffektkonsul 31
- Memmius Ulpianus, Tiberius, römischer Offizier (Kaiserzeit)
- Memmius, Abraham (1564–1602), deutscher Mediziner
- Memmius, Gaius, römischer Senator und Konsul 34 v. Chr.
- Memmius, Gaius († 100 v. Chr.), römischer Politiker
- Memmius, Lucius, römischer Senator
- Memmius, Peter (1531–1587), Arzt und Hochschullehrer
- Memmler, Karl (1873–1935), deutscher Materialprüfungswissenschaftler
- Memmo di Filipuccio, italienischer Maler
- Memmo, Marcantonio (1536–1615), 91. Doge von Venedig
- Memmo, Tribuno († 991), Doge von Venedig

### Memn
- Memneloum, Demos (* 1994), tschadische Judoka
- Memnon, Feldherr Alexanders des Großen, Stratege von Thrakien
- Memnon von Ephesus († 443), Bischof von Ephesus
- Memnon von Herakleia, antiker griechischer Historiker
- Memnon von Rhodos († 333 v. Chr.), persischer Heerführer

### Memo
- Memola, Nikolaj (* 2003), italienischer Eiskunstläufer
- Memor, römischer Rebell in Ägypten
- Memorata, Anna, polnische Poetin
- Memory, Thara (1948–2017), US-amerikanischer Jazzmusiker (Trompete) und Musikpädagoge

### Memp
- Mempel, Horst (1938–2022), deutscher Sportjournalist, Moderator und Leichtathlet
- Mempel, Johann Nicolaus (1713–1747), Kantor in Apolda
- Memphis Minnie (1897–1973), US-amerikanische Bluesmusikerin
- Memphis Slim (1915–1988), US-amerikanischer Bluessänger und -pianistMemphis Slim (1915–1988)

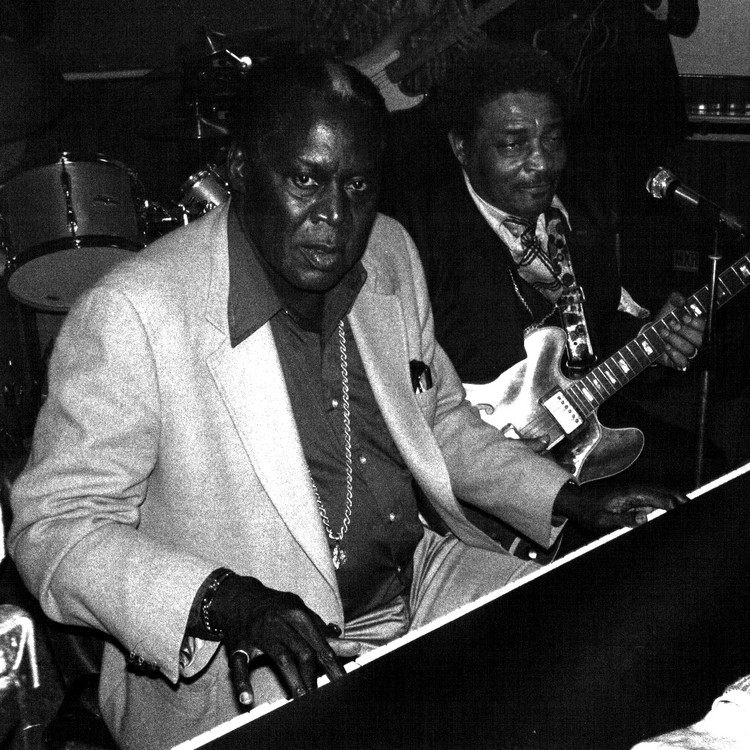
Memphis Slim (1915–1988)

### Memu
- Memushaj, Ledian (* 1986), albanischer Fußballspieler